# Абдурахманов, Каландар Ходжаевич
Каландар Ходжаевич Абдурахманов (род. 2 февраля 1946, Кашкадарьинская область, Узбекская ССР, СССР) — узбекский экономист, академик АН РУз и ряда международных академий наук, доктор экономических наук, директор филиала РЭУ им. Г. В. Плеханова в г. Ташкенте, по совместительству, профессор кафедры «Экономика труда и социология» Ташкентского государственного экономического университета. Заслуженный работник народного образования Республики Узбекистан (1992).

## Биография
С отличием окончив Московский институт народного хозяйства им. Г. В. Плеханова, в том же году был направлен институтом на целевую в аспирантуру. Блестяще защитив кандидатскую диссертационную работу на тему: «Подготовка квалифицированных рабочих кадров в условиях научно-технического прогресса»,
- 1995 — настоящее время — Директор филиала Российского экономического университета им. Г. В. Плеханова в г. Ташкенте
- 1993—1995 гг. — Директор Республиканского Научного центра по изучению проблем труда, занятости и социальной защиты населения при Министерстве Труда Республики Узбекистан.
- 1991—1993 гг. — Проректор Ташкентского Государственного экономического университета.
- 1986—1991 гг. — Заведующий кафедрой Ташкентского института народного хозяйства.
- 1978—1986 гг. — Заместитель декана в Ташкентском институте народного хозяйства и, по совместительству, доцент кафедры.
- 1973—1978 гг. — Преподаватель кафедры Ташкентского института народного хозяйства.

## Общественная деятельность
- Первый заместитель председателя Общество дружбы Узбекистан — Россия
- Член президиума Общества дружбы Узбекистан — США
- Председатель Научного совета DSC.28.12.2017.I.16.02 по присуждению учёной степени при Ташкентском Государственном экономическом университете
- Член редакционного совета журнала «Экономика труда» Российской Федерации, «Наука и практика» Российской Федерации, «Экономика фирмы» Российской Федерации, Республиканского журнала «Biznes-Эксперт», Республиканского журнала «Экономический вестник Узбекистана», Республиканской газеты «Иктисодиёт ва Молия»

## Научные публикации в международных изданиях (2014—2025)
- «Роль науки и образования в формировании и развитии человеческого капитала: Hududiy rivojlanish: Tendensiyalar, xatarlar va strategiyalash» mavzusidagi xalqaro ilmiy-amaliy anjuman (2024 yil, 10 fevral), Toshkent 2024.- Б.18-25
- Абдурахманов К.Х., Исмоилов С.С., Азимов Т.Н. "Роль науки и образовании в формировании и развитии человеческого капитала: HUDUDIY RIVOJLANISH:TENDENSIYALAR, XATARLAR VA STRATEGIYALASH" mavzusidagi xalqaro ilmiy-amaliy anjuman (2024 yil 10 fevral)  Toshkent  2024.- Б.18-25
- K. Kh. Abdurakhmanov, 2023. "Formation And Development Of Human Capital And Social-Labor Relations: The Experience Of Singapore", Strategic decisions and risk management, Real Economy Publishing House, vol. 14(2). Handle: RePEc:abw:journl:y:2023:id:1061 DOI: 10.17747/2618-947X-2023-2-188-197
- "Formation and development of human capital and social-labor relations: The experience of Singapore", Strtategic decisions and risk management, Real Economy Publishing house, vol. 14(2). Handle: RePEc:abw:journal:y:2023:id:1061. DOI: 10.17747/2618-947X-2023-2-188-197
- Influence of artificial intelligence on employment and increased well-being of the population/ Abdurakhmanov Kalandar/ Excellencia: International multi-disciplinary journal of education. - 260| Excellencia: International multi-disciplinary journal of education, Volume01, Issue04, 2023 ISSN(E): 2994-9521
- Анализ основных тенденций международной трудовой миграции в мире/ Н.К. Закирова, К.Х. Абдурахманов/ Международный научно-практический журнал «Международная торговля и торговая политика» DOI:// dx.doi.org/ 10.21686/2410-7395-2023-1-51-64. №1(33)2023, С.51-64
- Трансформация рынка труда в условиях внедрения искусственного интеллекта/ Абдурахманов К.Х./ Журнал Экономика труда, Том 10, №2.-М.: 2023, С.227-245, ISSN 24101613
- Intellectual labor as a vector of human capital transformation. Cyberpsychology, behavior, and social networking/ Abdurakhmanov Kalandar Khodjaevich, Zokirova Nodira Kalandarovna/ Published monthly/ Current volume: 25, 2022 ISSN: 2152-2715 | Impact Factor: *4.157 *2020 Journal citation reports (Clarivate, 2021)
- Перспективные тренды развития рынка труда: сборник/ К.Х. Абдурахманов/ «Научные исследования и инновации в индустрии 4.0.» I - Республиканская научно-практическая конференция (Ташкент, 13-15 марта 2022 года). - Т.: in Science, 2022
- Reducing unemployment and poverty in the conditions of the growth of economic crisis consequences of a pandemia (2022)/ Kalandar Khodjaevich Abdurakhmanov, Zokirova Nodira Kalandarovna/ International journal of early childhood special education. Volume 14, #3, 2022, ISSN/eISSN:1308-5581. Web of sciene/Core collection emerging sources citation index
- Development of the labor market in the context of the formation of a green economy (2022)/ Abdurakhmanov Kalandar Khodjaevich, Zokirova Nodira Kalandarovna, Sagidullin Farid Radikovich/ International Journal of Special Education. Volume 37, #3, 2022 pp12258–12274, ISSN/eISSN:0827-3383
- Создание новых рабочих мест в условиях формирования достойного труда при переходе к зеленой экономике/ Абдурахманов К.Х., Сагидуллин Ф.Р./ Экономический журнал «Экономика: вчера, сегодня, завтра» Т12, №1А, Московская обл., г. Ногинск, 2022. С.260-266
- Intellectual labor as a vector of human capital transformation (2021)/ Abdurakhmanov Kalandar Khodjaevich/ International Journal of Mechanical Engineering 6(3), pp. 185–192 ISSN: 0974-5823
- Молодежное предпринимательство в условиях развития цифровой экономики, К.Х. Абдурахманов//  “Рақамли иқтисодиётни ривожлантириш шароитида аҳолининг иш билан бандлигини таъминлаш муаммолари ва истиқболлари” мавзусидаги халқаро илмий–амалий конференцияси.-Самарқанд, СамДУ нашриёти, 2021.-488б.-29-30 октябрь 2021й.
- Пути развития молодежного предпринимательства в Узбекистане, К.Х. Абдурахманов/ Eropean Modern Studies Journal 2021, Vol 5 №5 ISSN 25229400
- Молодежное предпринимательство в условиях развития цифровой экономики. К.Х.Абдурахманов. Международная научно-практическая конференция// «Рақамли иқтисодиётни ривожлантириш шароитида аҳолининг иш билан бандлигини таъминлаш муаммолари ва истиқболлари» мавзусидаги халқаро илмий –амалий конференцияси.- Самарқанд СамДУ нашриёти,2021.-488б.-29-30 октябрь 2021й.
- Labor Economics. Theory and practice. Textbook. ISBN UK: E-book 978-1-912966-01-1; Print 978-1-912966-00-4. ISBN PL: E-book 978-83-62062-81-2; Print 978-83-62062-74-4. Copyright © 2020 by the GB Global Business LTD in London, United Kingdom.
- Ekonomi Ketenagakerjaan, Teori dan Praktek. Textbook. ISBN 9786020764252. Copyright © 2020 by Penerbit Gunadarma, Republic of Indonesia, August 2020.
- Управление человеческими ресурсами организации. Учебник. ISBN 978-9943-19-563-9. Авторское право © Издательство "Фан" Академии наук Республики Узбекистан, 2020 г.
- Иқтисоди меҳнат: назария ва амалия (китоби дарсй). Учебник. ISBN 978-9943-19-494-6. Авторские права:  Абдураҳмонов К. Х., 2004, 2009, 2019, 2020; © Тожик РФА НАҚЛИЁТ, 2020.
- Еңбек экономикасы. Теория және практика: //оқулық. - Алматы, ҚазҮАУ, 2019. Учебник. ISBN 978-601-241-572-8. Авторские права: © Абдурахманов К. Х., 2019; © «Айтүмар» баспасы, 2019.
- Экономика труда. Теория и практика: Учебник: К.Х. Абдурахманов. - Бишкек, 2019. ISBN 978-5-7307-1530-1. Copyright © K. Х. Абдурахманов, 2019.
- Экономика труда. Теория и практика: Учебник: К.Х. Абдурахманов. - Москва: ФГБОУ ВО «РЭУ им. Г. В. Плеханова», 2019. ISBN 978-5-7307-1530-1. Авторские права:  © К. Х. Абдурахманов, 2019; © ФГБОУ ВО «РЭУ им. Г. В. Плеханова», 2019.
- Labor Migration of The Population and Evaluation of Supply Chain on the Labor Market. Journal International Journal of Supply Chain Management. IJSCM, ISSN: 2050-7399 (Online), 2051-3771 (Print). Copyright © ExcelingTech Pub, United Kingdom. (http://excelingtech.co.uk/), Vol. 8, No. 2, April 2019.
- New challenges and priorities of the labor market development in Uzbekistan. Journal Revista Espacios. Vol. 40 (Number 10) Page 14. «ESPACIOS» № 10/ Caracas, Venezuela. ISSN: 0798 1015/ Number 10, 2019.
- Directions of innovative development of Uzbekistan. Scientific Journal «National Academy of Managerial Staff of Culture and Arts Herald» 1, 2019. ISSN 22263209 (Print), ІSSN 2409-0506 (Online). Address: 9, Lavrska street, building 11, office 37, Kyiv, Ukraine, 01015. http://jrhnamsca.icu. Journal is registered at international scientific-metric systems: Thomson Reuters Web of Science (ESCI), EBSCO, DOAJ ROAD,Open Academic journal Index; CiteFactor; Polich Scholary Bibliography; Google Scholar; Journals Impact Factor; BASE; InnoSpace; Scientific Indexing Services; Russian Scientific Citation Index (РІНЦ); International Impact Factor Services; Research Bible, CEEOL (Central and Eastern European Online Library); Index Copernicus.
- Рынок труда молодёжи в Узбекистана. Slovak international scientific journal. № 25/2019, ISSN 57825319.
- Implementation of principles and methods of Decent work in the sphere of entrepreneurship. VII Uzbek-Indonesian joint international scientific and practical conference. «Innovative development of entrepreneurship» within the framework of Scientific and Research Project «Global economic challenges and national economy development». September, Tashkent-Jakarta, 2018 year.
- Monetary policy influence on the development of Uzbekistan economy. Journal Opcion, Ano 34, No. 85 (2018): 2886—2893, ISSN 10121587/ ISSNe: 2477-9385
- Рынок труда Узбекистана: новые вызовы и приоритеты развития. Danish scientific journal. № 19/2018, ISSN 33752389.
- Демографические процессы в Узбекистане: вызовы и перспективы. Scientific achievements of the third millennium. Collection of scientific papers, on materials of the VIII international scientific-practical conference 30.09.2018 Pub. SPC «LJournal», 2018. — 68 p.
- Human resource marketing. Published by Universitas-Gyor Nonprofit Ltd., (Hungary, Венгрия) 2018, — 261 p.
- New challenge, new idea and new experiences: «If entrepreneurs and people are affluent, then the government too will be affluent». Ежемесячный международный научный журнал «Austria-science», № 8/2017.
- Investments into Uzbekistan. Oxford Economic Papers, Issue 4 (2), (October), Volume 69. Oxford University Press, 2017.
- Labor market and employment problems. Uzbekistan-Indonesia 6th International Joint Conference on Globalization, Economic Development, and Nation Character Building. May 11, Tashkent-Jakarta, 2017.
- Systemic Transformation and Sustainable Human Development: the Case of Uzbekistan. Jakarta: Gunadarma Publisher, 2016, — 230p.
- Ways and methods of the increasing of economic efficiency of the tourist activity. Oxford Review of Education and Science, 2016, No.1. (11) (January-June). Volume V. «Oxford University Press», 2016. — 824 p.
- Basic criteria of estimation of human development potential. Massachusetts Review of Science and technologies, 2016, № 1 (13), (January-June). Volume VII. «MIT Press», 2016. — 940 р.
- Uzbekistan: past, present and future. — Seoul (KOREA), SUNEST, 2016, 252p.
- Concept of management efficiency in tourism. Science, education and Culture in Eurasia and Africa, The 6th International Academic Congress, (France, Paris, 23-25 march 2016). Volume VI. «Paris University Press», 2016. — 590 р.
- Measurement of economic and social efficiency of tourism. Cambridge journal of education and science, № 1 (15), (January — June). Volume III. «Cambridge University Press», 2016. — 710 р.
- Human Capital as One of the Major Factors of Labor Potential of the Enterprise. Proceedings of The 5th Uzbekistan-Indonesia International Joint Conference on «Globalization, Economic Development, and Nation Character Building». October 29-30, 2015 Bali Dynasty Resort Indonesia, 2015 year, 390 p.
- Human development. Textbook. — Norderstedt, Books on Demand, 2014, 428 p.
- Methods and mechanisms of governmental regulation of labor market. «IV Uzbek-Indonesian Joint International Conference» Economics and Management towards Nation Character Development. Tashkent-Jakarta, 2014, 184 p.
- About the issues of introducing the economy based on knowledge. Proceedings of the 1st International Academic Conference «Science and Education in Australia, America and Eurasia: Fundamental and Applied Science». Volume I. «Melbourne IADCES Press»/ Australia, Melbourne 25 June, 2014. — 692 p.
- Human development. Textbook. — Germany: «Bremerhaven», 2014. — 428 p.

## Монографии (2013—2025)
- Искусственный интеллект - основа устойчивого развития экономики/ К.Х. Абдурахманов/ Монография. - Москва. Изд.: ФГБОУ ВО «РЭУ им. Г.В. Плеханова», 2023.- 356 с.
- Рақамли иқтисодиётнинг назарий ва амалий масалалари: Монография/ Мауллифлар: М.Қ. Пардаев, Қ.Х. Абдурахмонов ва бошқ. - Т.: "Fan va texnologiyalar NMU", 2021. - 172б.
- Mehnat va bandlik sohasiga oid atamalarning izohli lug'ati: lug'at/ Xusanov N.B. va boshq., Ma'sul muharrir akademik Q. Abdurahmonov. - Toshkent.: "Sahhof" nashriyoti, 2021. - 184b.
- Молодежь как стратегический ресурс государства. Государственная молодежная политика и ее реализация: сборник научных трудов/ Поддержка молодежи и укрепление здоровья населения - стратегический приоритет государственной политики/ К.Х. Абдурахманов. Т.: Ташкентский филиал РЭУ им. Г.В. Плеханова, 2021. - 200с.
- Узбекистан на пути к инновационному развитию / Коллектив авторов, под общ. ред. доктора экономических наук, академика К. Х. Абдурахманова: Монография. — Т.: Ташкентский филиал РЭУ им. Г. В. Плеханова, 2018. — 136 с.
- Новые тенденции в экономической науке и образовании (второй цикл издания). Итоги II этапа Стратегического плана научно-исследовательской работы кафедр: Монография.- Т.: Ташкентский филиал РЭУ им. Г. В. Плеханова, 2017. — 176 с.
- Узбекистан: стратегические направления и перспективы развития / Коллектив авторов, под общ. ред. доктора экономических наук, профессора К. Х. Абдурахманова: Монография. — Т.: Ташкентский филиал РЭУ им. Г. В. Плеханова, 2017. — 262 с.
- К. Х. Абдурахманов. (Коллектив автор) Новые тенденции в экономической науке и образовании (второй цикл издания). Итоги I этапа Стратегического плана научно-исследовательской работы кафедр: Монография. — Т.: Ташкентский филиал РЭУ им. Г. В. Плеханова, 2016. — 185 с.
- Формирование иновационно-ориентированной экономики как важный фактор модернизации. Векторы смены экономического курса (К 85-летию со дня рождения академика Л. И. Абалкина и 109-й годовщине РЭУ им. Г. В. Плеханова) : монография по материалам международных научно-практических конференций «Абалкинские чтения» в Российском экономическом университете им. Г. В. Плеханова (2012—2015 гг.) — М.; Тамбов : Издательский дом ТГУ им. Г. Р. Державина, 2015. — 512 с. (Серия «Университетские научные школы». Вып. 10)
- Маркетинг персонала. Монография.- Ижевск: Издательство ИжГТУ имени М. Т. Калашникова, 2015. — 348 с.
- Методологические основы управления предприятием (организацией): Монография/Под редакцией акад. Абдурахманова К. Х. — Ташкент: Филиал ФГБОУ ВПО «РЭУ им. Г. В. Плеханова», 2014. — 154 с.
- Новые тенденции в экономической науке и образовании (Итоги II этапа Стратегического плана научно-исследовательской работы кафедр): Монография — Т.: Филиал ФГБОУ ВПО «РЭУ им. Г. В. Плеханова» в г. Ташкенте, 2014. — 104 с.
- Национальная экономика: теоретические аспекты и современные тенденции. Монография. — Т.: Филиал ФГБОУ ВПО «РЭУ им. Г. В. Плеханова» в г. Ташкенте, 2013. — 464 с.
- К. Х. Абдурахманов и др. Формирование и совершенствование политики занятости населения в малом бизнесе и частном предпринимательстве. // Монография — Т.: «IQTISODIYOT», 2013—272 с.
- К. Х. Абдурахманов и др. Новые тенденции в экономической и науке и образовании (Итоги I этапа Стратегического плана научно-исследовательской работы кафедр): // Монография — Т.: Филиал ФГБОУ ВПО «РЭУ им. Г. В. Плеханова» в г. Ташкенте, 2013 г. — 80 с.
- Занятость населения в сфере малого бизнеса Узбекистана // Новая модель хозяйствования и адекватность её отражения в современной экономической науке: монография / рук. исследования: В. И. Гришин, Г. П. Журавлёва и др. Научная школа «Экономическая теория» в РЭУ имени Г. В. Плеханова. Россия. М.; Тамбов: ТГУ им. Г. Р. Державина, 2013. 520 стр. Вып. 8.

## Учебники и учебные пособия (2010—2025)
- Управление бизнес-экосистемами: учебник: в 2 кн. Кн- 1/ под общ.ред. К.Х.Абдурахманова.-Москва: ФГБОУ ВО “РЭУ им. Г.В.Плеханова”,2024.- 216 с. ISBN 978-5-7307-2094-7
- Управление бизнес-экосистемами: учебник: в 2 кн. Кн- 2/ под общ.ред. К.Х.Абдурахманова.-Москва: ФГБОУ ВО “РЭУ им. Г.В.Плеханова”,2024.- 288 с. ISBN 978-5-7307-2095-4
- Ўзбекистон Республикасида анорчилик иқтисодиёти ва ишлаб чикаришни ташкил этиш: Дарслик/ЎзРФА академиги, исктисодиёт фанлари доктори, профессор Қ.Х. Абдураҳмонов таҳрири остида.-Т.: Ғ. Ғулом номидаги нашриёт-матбаа ижодий уйи, 2022.-384б.
- Inson taraqqiyori: O'quv qo'llanma/ Q.X. Abdurahmonov, S.P. Qurbonov/ Maharrir N. Ibragimova. - T.: "Инновацион ривожланиш нашриёт - матбаа уйи", 2021ю-180b.
- Рекрутмент, Қаландар Абдураҳмонов (Ўқув қўлланма). – Т.: Ўзбекистон Республикаси Фанлар академияси «FAN» нашриёт давлат корхонаси, 2021. – 304 б.
- Inson taraqqiyoti, K. Abdurahmonov. (O’quv qo’llanma). Развитие человеческого капитала, учебное пособие «Инновацион ривожланиш нашриёт-матбаа уйи», 2021. – 192 bet.
- Labor Economics. Theory and practice. Textbook. ISBN UK: E-book 978-1-912966-01-1; Print 978-1-912966-00-4. ISBN PL: E-book 978-83-62062-81-2; Print 978-83-62062-74-4. Copyright © 2020 by the GB Global Business LTD in London, United Kingdom.
- Ekonomi Ketenagakerjaan, Teori dan Praktek. Textbook. ISBN 9786020764252. Copyright © 2020 by Penerbit Gunadarma, Republic of Indonesia, August 2020.
- Управление человеческими ресурсами организации. Учебник. ISBN 978-9943-19-563-9. Авторское право © Издательство "Фан" Академии наук Республики Узбекистан, 2020 г.
- Иқтисоди меҳнат: назария ва амалия (китоби дарсй). Учебник. ISBN 978-9943-19-494-6. Авторские права:  Абдураҳмонов К. Х., 2004, 2009, 2019, 2020; © Тожик РФА НАҚЛИЁТ, 2020.
- Еңбек экономикасы. Теория және практика: //оқулық. - Алматы, ҚазҮАУ, 2019. Учебник. ISBN 978-601-241-572-8. Авторские права: © Абдурахманов К. Х., 2019; © «Айтүмар» баспасы, 2019.
- Экономика труда. Теория и практика: Учебник: К.Х. Абдурахманов. - Бишкек, 2019. ISBN 978-5-7307-1530-1. Copyright © K. Х. Абдурахманов, 2019.
- Экономика труда. Теория и практика: Учебник: в 2 ч./ — Москва: ФГБОУ ВО «РЭУ им. Г. В. Плеханова», 2019.
- Управление человеческими ресурсами организации: Учебник / коллектив авторов; под ред. Ю. Г. Одегова, М. В. Полевой, В. С. Половинко. — Москва: КНОРУС, 2019. — 584 с. — (Магистратура).
- Экономика управления персоналом. Учебное пособие. — Т.: «Fan va texnologiya», 2016, 380 с.
- Человеческое развитие: Учебник. — Т.: «РЭУ им. Г. В. Плеханова», 2014. — 320 с.
- Человеческое развитие: Учебное пособие / Под редакцией д.э.н., проф. Ю. Г. Одегова. — М.: «МАТГР», 2013. — 392 с.
- Менеджмент туризма. // Учебное пособие. — Т.: «Филиал ФГБОУ ВПО „РЭУ им. Г. В. Плеханова“ в г. Ташкенте», 2013.-248 с.
- Человеческое развитие. Учебное пособие. Под общей редакцией д.э.н., проф. Абдурахманов К. Х. Т.: «Fan va texnologiya», 2012. — 376 с.
- Экономика труда: Учебное пособие. Часть II. / Ташкентский Государственный Экономический университет — Т.: ТГЭУ, 2011. — 576 с.
- Размещение производительных сил. Учебное пособие. 2-изд. переработанное и доп. // Ахмедов Т. М., Кадыров А. М., Хасанджанов К. А. — Т.: 2010. — 208 с.
- Экономика труда. Учебное пособие для экономических вузов. Россия. М-Т.: 2010.- 550 с.
- Новая экономическая теория. Учебное пособие для экономических вузов. Россия. М.: 2010. — 640 с.

## Художественная литература
- Ўзбек аёли Бибиойша: Эсселар, достон./ Қаландар Абдураҳмонов.- Тошкент: "Adabiyot" нашриёти, 2023.-192б.
- Бибиойша достони: Хотиралар/ нашрга тайёрловчи Қ. Абдурахмонов.-T.: Ўзбекистон Республикаси Фанлар академияси «FAN» нашриёт давлат корхонаси, 2022. - 128б.
- Бибиойша порлоқ хотиранг ҳамиша қалбимизда барҳаёт: Хотиралар/ Қаландар Абдураҳмонов, Муҳаррир Н.Исломов.-Т.: Ўзбекистон Республикаси Фанлар академияси «FAN» нашриёт давлат корхонаси, 2021. – 463 б.
- Илоҳий комедия. Данте Алигьери (Дўзах. А.Орипов таржимаси). – Т.: Ўзбекистон Республикаси Фанлар академияси «FAN» нашриёт давлат корхонаси, 2021. – 304 б. (Тўпловчи ва нашрга масъул акад. Абдураҳмонов Қ.Х.)
- Узбекистон - дилбар ватаним (Устоз Абдулла Орипов хакида хотиралар) Матн: публицистика / А.Саидов, К. Абдурахмонов, Гулом Мирзо. - Тошкент: «Akademnashr» NMM, 2021. - 480 б. ISBN 978-9943-6502-5-1.

## Награды
- Памятный Знак «O`zbekiston Respublikasi Fanlar akademiyasi 80 yilligi» — К 80-летию Академии наук Республики Узбекистан, Приказ за №126 от 27 декабря 2023 г.
- Diplom Kasaba uyushmalari bilan ijtimoiy sheriklikni rivojlantirishga, yoshlarning ma`naviyatini yuksaltirishga va ularni vatanga sadoqat, umumbashariy qadriyatlarga hurmat ruhida tarbiyalashga qo`shib kelayotgan munosib hissasi va faol ishtiroki uchun. За общественный вклад в развитие духовности молодежи и воспитание ее в духе патриотизма, а также привитие ей общепринятых, традиционных ценностей, Приказ Федерации профсоюзов Узбекистана за №11-40 "с" от 20 сентября 2023 г.
- Нагрудный Знак «Inson huquqlari himoyasi uchun», Guvohnoma №28 (22 декабря 2021) — за защиту прав человека, Национальный центр по защите прав человека Республики Узбекистан.
- Нагрудный Знак «Kasaba uyushmalari kuniga 1 yil», Гувохнома №1209 (20 октября 2021) за номером 4-17с. — в честь исполнения года со дня основания Федерации профсоюзов Узбекистана.
- Почетная Грамота (Москва - 2021) — за многолетний труд, высокий уровень профессионализма, внедрение инноваций и вклад в развитие Ташкентского филиала РЭУ им. Г.В. Плеханова.
- Орден «Дустлик» (27 августа 2020 года) — за особые заслуги в повышении научного, интеллектуального и духовного потенциала нашего народа, развитии сфер образования, культуры, литературы, искусства, физической культуры и спорта, достойный вклад в укрепление независимости Родины, обеспечение прогресса, мира и социально-духовной стабильности в стране, а также многолетнюю плодотворную общественную деятельность[2].
- Орден Дружбы (28 июля 2015 года, Россия) — за большой вклад в укрепление дружбы и сотрудничества с Российской Федерацией, развитие торгово-экономических связей, сохранение и популяризацию русского языка и культуры за рубежом[3].
- Медаль Пушкина (28 февраля 2008 года, Россия) — за большой вклад в распространение, изучение русского языка и сохранение культурного наследия, сближение и взаимообогащение культур наций и народностей[4].
- Заслуженный работник народного образования Республики Узбекистан (8 января 1992 года) — за долголетний добросовестный труд, вклад в развитие, науки, подготовку высококвалифицированных специалистов народного хозяйства и активное участие в общественной жизни[5].
- Общественная награда «Орден Ломоносова» (2008).
- Почётный знак «Орден Орла» Российской академии естественных наук (2006).
- Почётный работник высшего профессионального образования Российской Федерации (2006).
- Нагрудный знак «25 лет Конституции Республики Узбекистан» (2017).
- Нагрудный знак «25 лет Независимости Республики Узбекистан» (2016).
- Нагрудный знак «15 лет Независимости Республики Узбекистан» (2006).
- Отличник высшего образования Республики Узбекистан (2000).

## Академические звания
- Академик Академии наук Республики Узбекистан. № УП-5293 от 29 декабря 2017 г.
- Почётный Профессор. Решение Ректора Университета «Гунадарма», г. Джакарта, Индонезия, протокол № 437/SK/REK/UG/2012 от 13 сентября 2012 г, Джакарта.
- Академик Российской академии естественных наук, № 409 от 26 февраля 2004 г.
- Член Международного Географического Союза, январь 2001 г.
- Академик Нью-Йоркской академии наук (США), апрель 1999 г.
- Академик Академии труда и занятости Российской Федерации. Диплом № 83 от 3 марта 1999 г.
- Академик Международной академии наук высшей школы. Диплом № 927, протокол № 9 от 30 октября 1998 г.
- Академик Академии гуманитарных наук Российской Федерации. Диплом АГН № 236, протокол № 8 от 23 октября 1997 г.